# Federico Saccardin
Federico Saccardin (Rovigo, 25 maggio 1950) è un sindacalista e politico italiano, presidente della Provincia di Rovigo dal 1999 al 2009.

## Biografia
Geometra professionista, è stato dipendente del Ministero delle infrastrutture e dei trasporti presso il Magistrato alle Acque di Venezia dal 1972 al 2007. Attivista sindacale nella CISL dal 1974. Insignito nel 1986 dell'onorificenza di Cavaliere della Repubblica e successivamente di Ufficiale, è stato nominato Commendatore della Repubblica dal Presidente Ciampi. Segretario generale della CISL del Polesine dal 1994 sino al 1999.
Esponente del PPI, è stato eletto Presidente della Provincia di Rovigo nel 1999 sostenuto da una coalizione di centrosinistra. Viene poi riconfermato nella carica alle elezioni del 12 e 13 giugno 2004, raccogliendo il 50,6% dei voti in rappresentanza di Margherita (partito di cui fa parte), DS, PRC e SDI. Termina il suo mandato amministrativo nel 2009.
Nel 2019 entra in consiglio comunale del capoluogo, con la lista Forum dei Cittadini (a sostegno del sindaco eletto Gaffeo).